# Valentin le Désossé
Jacques Renaudin, in arte Valentin le Désossé (letteralmente "Valentino il disossato") (Parigi, 26 febbraio 1843 – Sceaux, 4 marzo 1907), è stato un ballerino francese.
Uno dei più celebri personaggi dell'epoca d'oro del Moulin Rouge, si esibì perlopiù in coppia con un'altra ballerina, la celebre vedette La Goulue.

## Biografia

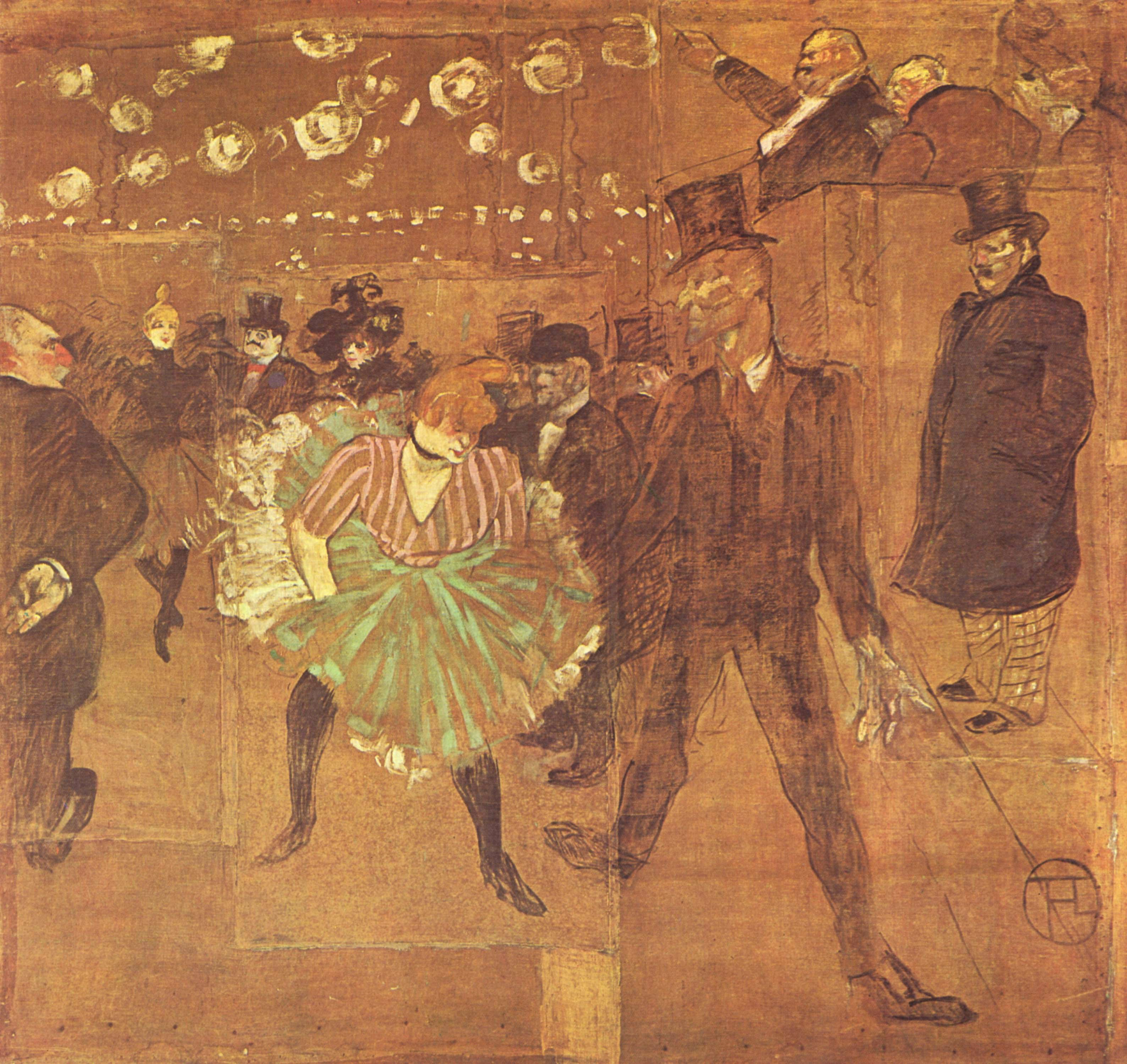
Valentin le Désossé, in questo quadro di Henri de Toulouse-Lautrec dal titolo Bal au Moulin Rouge, danza con La Goulue

Poco si sa della vita di Jacques Renaudin. Probabilmente era figlio di un notaio di Sceaux, un comune nei sobborghi a sud di Parigi, luogo dove da adulto lavorò dapprima come commerciante di vini in rue Coquillière al minuto e poi come affittuario di una serie di appartamenti siti in rue de la Motte-Piquet. La notte, ad ogni modo, la sua personalità sembrava quasi trasformarsi e mettere in mostra le sue straordinarie doti di ballerino con le quali iniziò ad esibirsi al Tivoli-Vauxhall de Paris, al Bal Mabille, all'Elysée Montmartre ed al Bal Bullier, giungendo infine al più celebre Moulin Rouge, il famoso cabaret del distretto di Pigalle di Parigi, presso Montmartre. Qui egli costituì un sodalizio artistico con la celebre ballerina Louise Weber, nota come La Goulue, danzando il chahut, una forma di can-can. Durante questo medesimo periodo fu anche coreografo delle sue esibizioni ed il pittore Henri de Toulouse-Lautrec utilizzò spesso la sua figura associata a quella de La Goulue per pubblicizzare il locale e nei numerosi quadri da lui realizzati sulla vita bohémien del locale notturno.
Renaudin era alto e slanciato, con un naso aquilino e un mento prominente che gli dava un profilo distinto ed una silhouette allungata. Prese il suo singolare nome d'arte dall'elasticità delle sue articolazioni con le quali era in grado di svolgere delle contorsioni particolarmente complesse con una grazia inusuale, come appunto se non avesse ossa nel proprio corpo. Solitamente appariva ben vestito con redingotte e cilindro neri. Secondo i racconti, danzò nella sua carriera 39.962 valzer, 27.220 quadriglie, 14.966 polche e mazurche, e 1000 lancers per un totale di 83.112 esibizioni sul palcoscenico del solo Moulin Rouge. Non accettò mai un pagamento per i propri spettacoli, ma danzò sempre per il mero amore per la danza. Si ritirò dalle scene nel 1895 e scomparve nella più totale oscurità.

## Riferimenti culturali
- Dipinto di Georges Seurat Le Chahut, olio su tela, Kröller-Müller Museum, Otterlo, Paesi Bassi (1889-1890)
- Poster di Henri de Toulouse-Lautrec Moulin Rouge: La Goulue, litografia a colori, circa 3000 copie (1891)
- Balletto Bar aux Folies-Bergère, coreografia di Ninette de Valois, musica di Emmanuel Chabrier, creato per il Ballet Rambert di Londra, con Alicia Markova nel ruolo de La Goulue e Frederick Ashton in quello di Valentin le Désossé[6] (1934)
- Racconto, Pierre La Mure Moulin Rouge, basato sulla vita di Henri de Toulouse-Lautrec, Random House di New York (1950)
- Film Moulin Rouge, diretto da John Houston, Romulus Films, biografia di Henri de Toulouse-Lautrec, con Katherine Kath nel ruolo de La Goulue e Walter Crisham in quello di Valentin le Désossé (1952)
- Film French Cancan, una storia ambientata nel Moulin Rouge, scritta e diretta da Jean Renois, Franco-London Films, con Françoise Arnoul nel ruolo de La Goulue e Phillipe Clay in quello di Valentin le Désossé (1954)